# 沃金 (英國國會選區)
沃金（英語：Woking），英國國會一郡選區，包括英格蘭東南部薩里郡西北部，包括沃金區西北部和吉爾福德區北部。
本區自1950年創設以來一直支持保守黨。現屆當區議員為喬納森·洛德。他在2010年大選中以50.3%選票首次勝出，繼承了亨弗萊·馬林斯留下來的議席。